# Chiesa di San Francesco della Vigna
La chiesa di San Francesco della Vigna è un edificio religioso della città di Venezia, situato in Campo San Francesco della Vigna, nel sestiere di Castello. L'attuale chiesa, costruita per i francescani, fu cominciata da Jacopo Sansovino nel 1534 e completata nel 1554. Dieci anni più tardi (1564) fu  affidata ad Andrea Palladio la costruzione della grandiosa facciata. Costituisce una delle maggiori architetture del Rinascimento veneziano.

## Storia

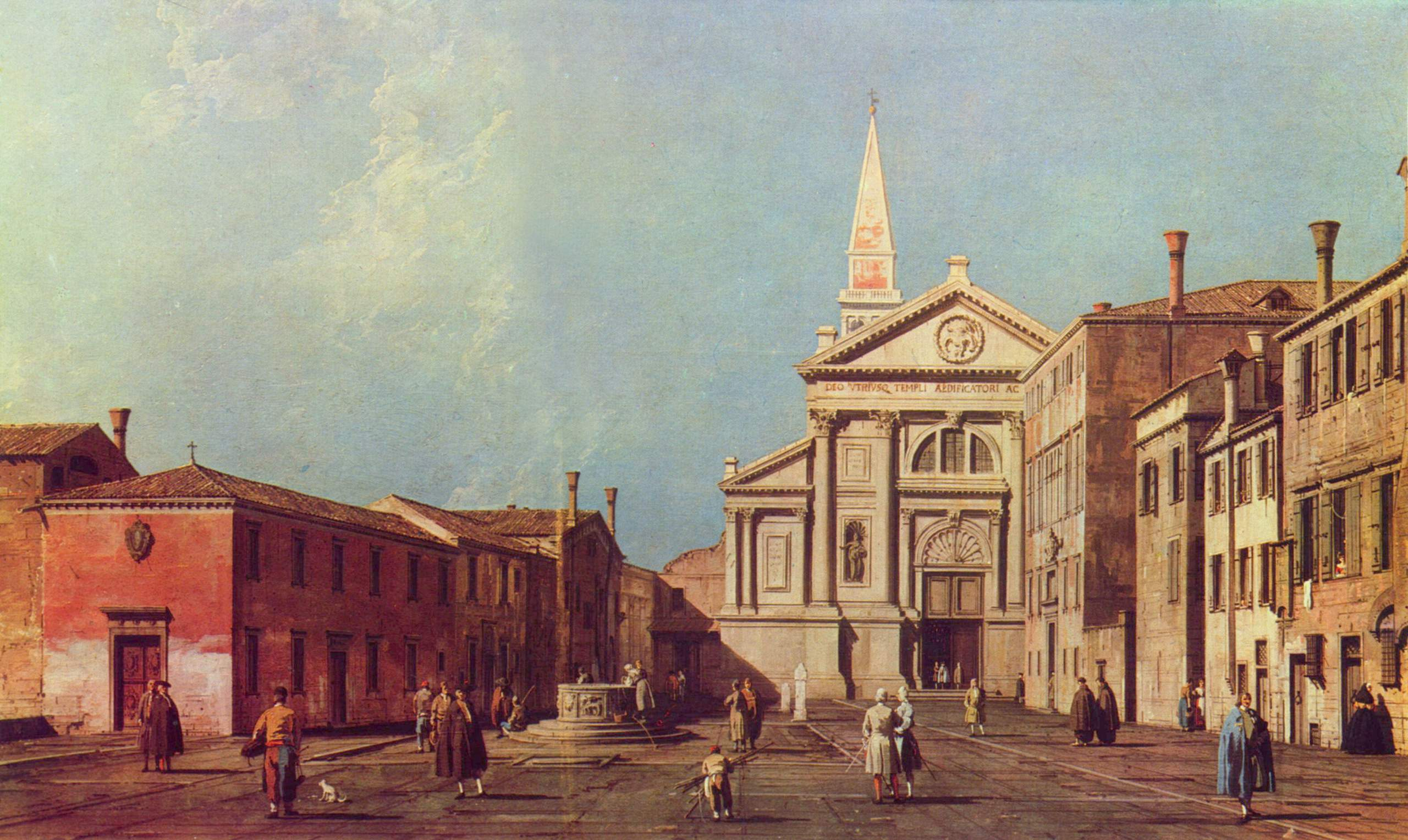
Il campo e la chiesa di San Francesco della Vigna, dipinto di Canaletto

La parrocchia di San Francesco della Vigna (istituita nel 1810 a seguito della fusione con le vicine Santa Giustina, Santa Tèrnita e Sant'Antonino) deve il suo nome al fatto che in origine il luogo in cui sorge era coltivato a vigneti, i più estesi e fecondi di tutta Venezia (appartenenti alla famiglia Ziani). Nei pressi di questi vigneti sorgeva una piccola e modesta chiesa, dedicata a san Marco poiché, secondo una tradizione dell'epoca, era proprio questo il luogo dove aveva albergato l'evangelista durante una tempesta e gli era apparso poco dopo un angelo, salutandolo con le parole Pax tibi Marce Evangelista meus (motto della Serenissima) e profetizzandogli la futura fondazione di Venezia.
Alla morte di Marco Ziani conte d'Arbe, componente della famiglia sopraccitata e figlio del doge Pietro Ziani, si stabilì tramite testamento datato 25 giugno 1253 che i vigneti, la chiesa ed alcune botteghe fossero lasciati o ai frati minori, o ai frati predicatori, oppure ai cistercensi. Tra i tre, alla fine ebbero la meglio i minori osservanti, che si stabilirono definitivamente qui; ma, poiché il loro numero andava sempre più aumentando, si dovette ampliare il convento e si decise di erigere una nuova chiesa su disegno di Marino da Pisa (che venne chiamata proprio San Francesco della Vigna), lasciando tuttavia intatta quella precedentemente costruita e dedicata a san Marco.
Nel XVI secolo, a causa dell'esigenza del popolo, che si era insediato nella zona dell'Arsenale, di avere un nuovo centro religioso dove poter pregare e poiché lo stesso edificio minacciava di crollare, si decise di intervenire, ricostruendolo su disegno del Sansovino e la prima pietra fu posta il 15 agosto 1534 dal doge Andrea Gritti. Tuttavia, essendo sorti dei problemi su come costruire la facciata, i lavori vennero interrotti per un certo lasso di tempo, durante il quale si consultò persino il frate Francesco Zorzi, il quale  rilasciò per iscritto le sue idee, alle quali lo stesso Jacopo Sansovino dovette uniformarsi. Il filosofo Manfredo Tafuri, in " Armonie e Conflitti", ribalta questa tesi, ipotizzando che sia stato il Sansovino a servirsi dell'autorevole frate Francesco Zorzi per sostenere le sue idee. Con il Concilio di Trento molte cose cambiarono anche a Venezia e " il disegno " dell'epoca Grittiana (Zorzi-Sansovino) fu abbandonato; così fu scelto un altro progetto, presentato dal Palladio nel 1562; ed è forse a queste contese che rimandano le due iscrizioni presenti sulla facciata (Non sine jugi exteriori e Interiorique bello). Finalmente completata, la chiesa venne consacrata il 2 agosto 1582 da Giulio Superchio, vescovo di Caorle. Nel 1581, il monastero ospitava 63 religiosi.
Nella notte del 23 giugno del 1916 la chiesa fu bombardata da un idrovolante austriaco, che danneggiò un trittico della scuola del Vivarini e la sacrestia.

### Facciata palladiana
Dopo lo sfortunato esordio veneziano di San Pietro di Castello da parte di Andrea Palladio, molto probabilmente fu ancora una volta Daniele Barbaro a favorire un incarico all'architetto, convincendo il patriarca di Aquileia Giovanni Grimani ad affidargli la costruzione della facciata di San Francesco della Vigna. Scelta di non poco significato, perché di fatto estrometteva Jacopo Sansovino, che aveva costruito la chiesa trent'anni prima (approntando anche disegni per la facciata), preferendogli Palladio, che si imponeva così come alternativa concreta, sostenuta dalla parte culturalmente più avanzata del patriziato veneziano, all'ormai anziano protagonista del rinnovamento architettonico di piazza San Marco. Giovanni Grimani, uomo dai gusti sofisticati e raffinato collezionista di antichità romane, aveva subìto nel 1563 un insidioso processo per eresia: assolto dalle accuse, trasformò la costruzione della facciata di San Francesco in occasione per un'autocelebrazione privata.

### Convento
Anche il convento, composto da due chiostri, dei quali il maggiore usato come cimitero, in quegli anni subì qualche restauro ma, a seguito della soppressione degli ordini religiosi durante il periodo napoleonico, venne trasformato in caserma. Ed a tale funzione venne destinato anche dopo la riammissione dei minori osservanti a Venezia nel 1836, essi per forza di cose dovettero andare ad abitare in un secondo convento, fondato nel XV secolo da Maria Benedetta principessa di Carignano e Angela Canal per le terziarie francescane. Dopo averlo ampliato essi stessi, avendo inglobato anche il Palazzo della Nunziatura, finalmente nel 1866 poterono tornare nel loro antico convento (comperato dal Commissariato di Terra Santa). 
Qui vennero sepolti molti nobili veneziani. Oggi nei due chiostri si svolgono esposizioni temporanee, concerti; inoltre essi vengono adibiti a padiglioni di alcune esposizioni della Biennale. Il convento ospita un convito ecumenico e multiconfessionale di studenti e professori di teologia provenienti da tutto il mondo, numerose Bibbie ebraiche e la prima copia stampata del Corano, il più antico vitigno di Venezia risalente al XIII secolo. Qui si coltivano viti di Teroldego del Trentino e viti di Refosco del Friuli, unite per produrre un vino chiamato "Harmonia Mundi". Alla nobile famiglia Zorzi, proprietaria dei terreni poi donati i francescani, apparteneva anche il frate ermetista Francesco che nel 1525 pubblicò  il trattato dal titolo De harmonia mundi.

### Biblioteca
La biblioteca di San Francesco della Vigna ha sede nel convento. Già nel 1260 un "cenacolo che raccoglieva i letterati della città" si riuniva qui, ma la prima notizia certa dell'esistenza della biblioteca è del 2 agosto 1437, quando papa Eugenio IV ordinò che i libri dei frati defunti non fossero dispersi ma restassero nel convento. Andrea Bragantin e Girolamo Badoer nel corso del Quattrocento donarono molti zecchini d'oro per l'ampliamento della biblioteca. Venne sempre più allargata, ed era frequentata anche da laici.
Anche questa biblioteca fu sottoposta ai sequestri compiuti in epoca napoleonica.
Dal 1877 la biblioteca venne ricostituita e, grazie a lasciti e donazioni di frati e di laici, ampliata nel patrimonio letterario. Dal 1989 nel convento ha sede l'Istituto di studi ecumenici San Bernardino.
Il patrimonio si compone di circa 80 000 volumi moderni catalogati e circa 13 000 libri antichi. La biblioteca conserva anche opere provenienti da alcuni conventi francescani chiusi da pochi anni.

### Campanile
L'altissimo Campanile di San Francesco della Vigna (che ricorda molto quello di San Marco) cominciò invece ad essere costruito nel 1543; nel 1581 Bernardino Ongarin eresse la parte finale e fu obbligato a tamponare le aperture verso l'Arsenale (l'architetto fu poi sepolto ai piedi dell'immensa struttura); il 21 settembre 1758 l'edificio fu colpito da un fulmine e venne restaurato di lì a due anni. Nel 1779 però la guglia fu completamente ricostruita come la preesistente. È alto circa 70 metri.

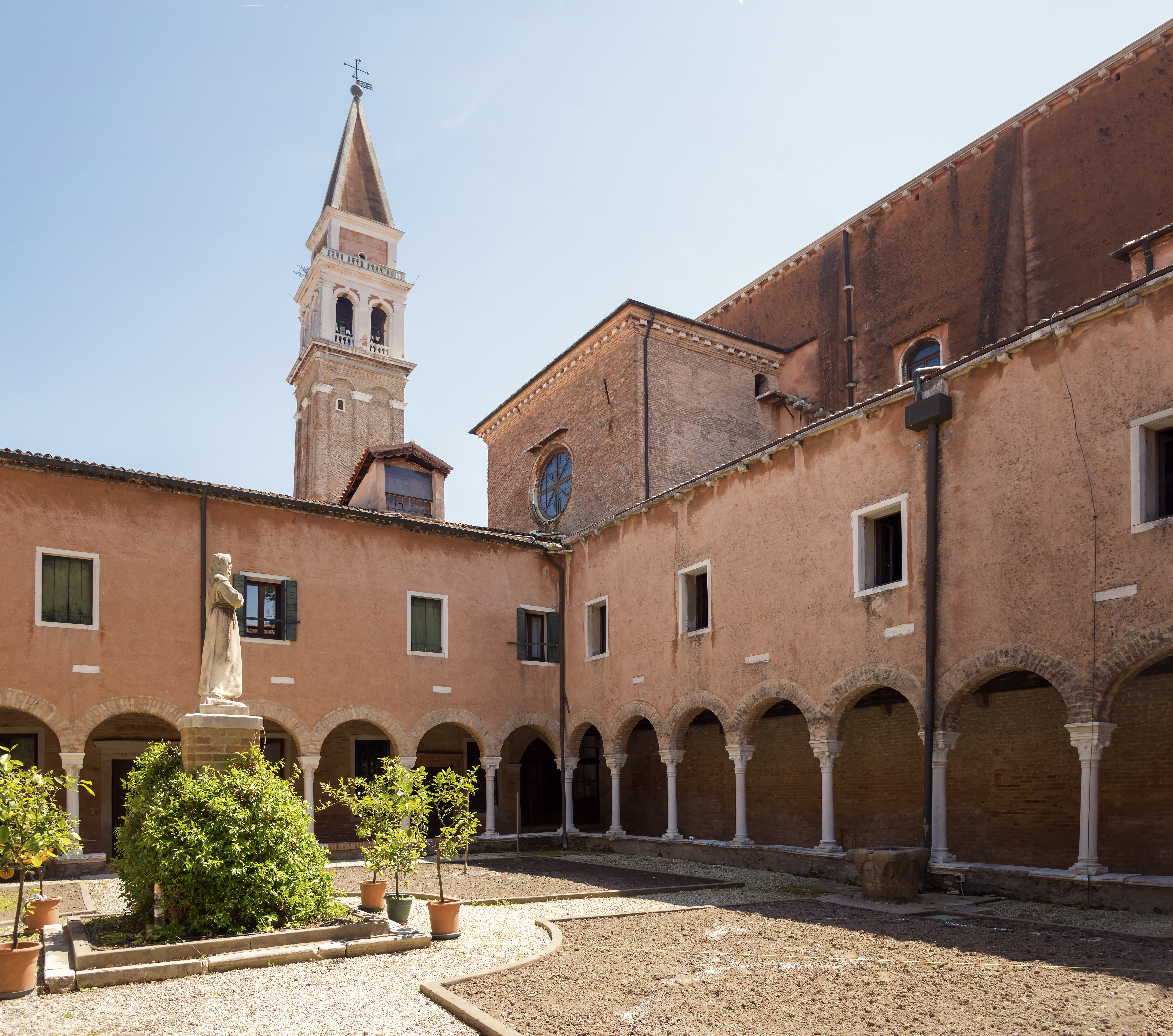
Il chiostro
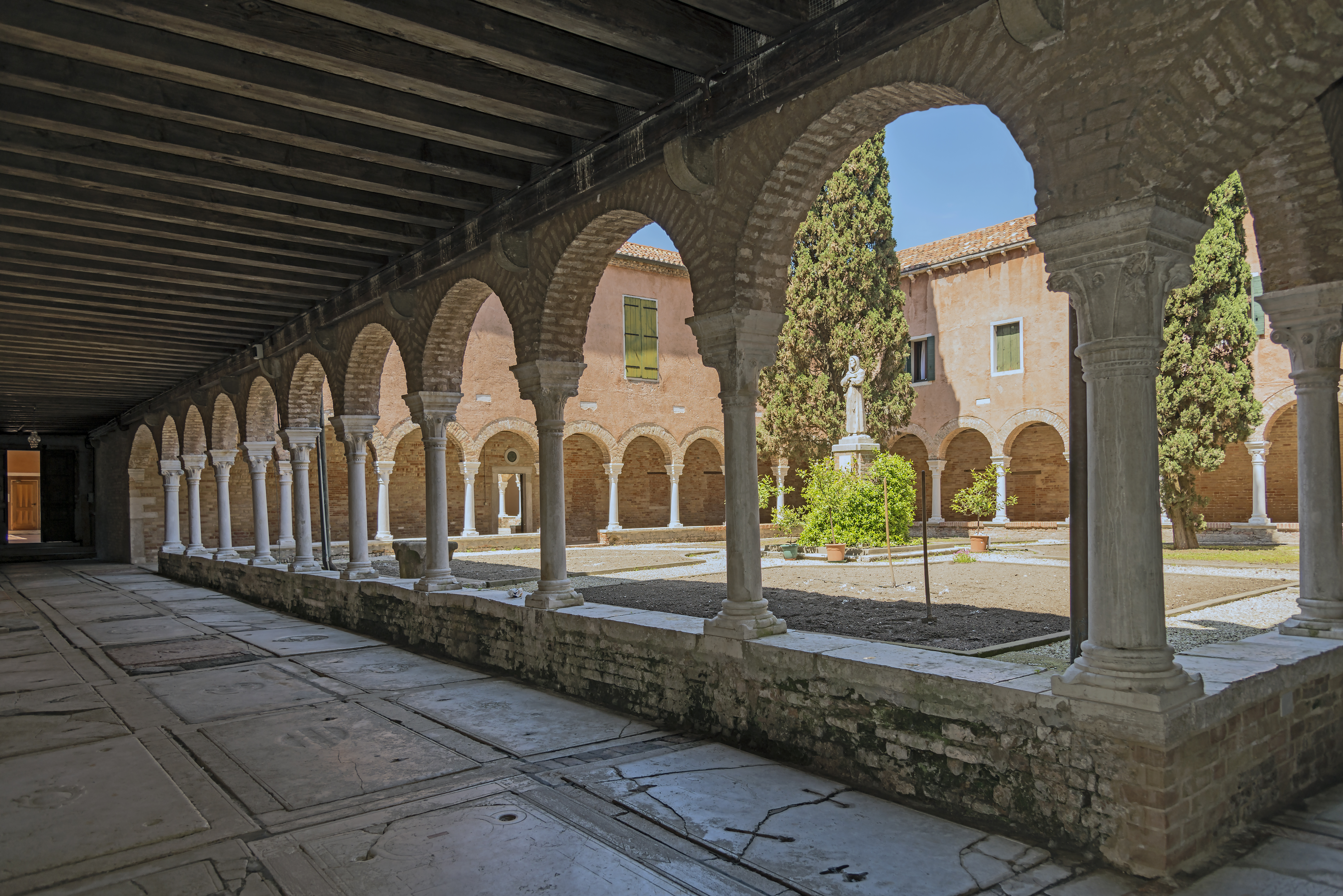
Il chiostro
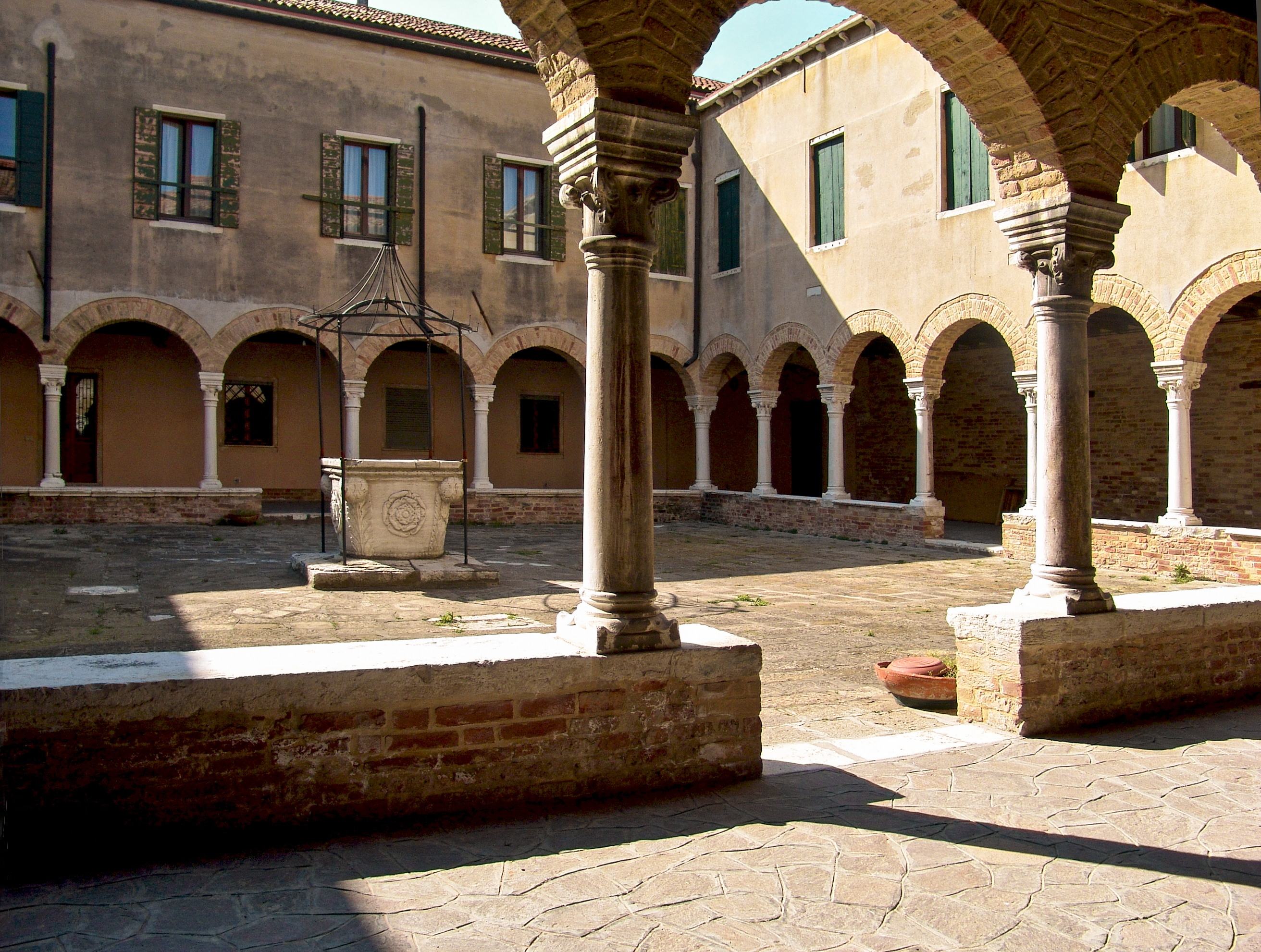
Il secondo chiostro
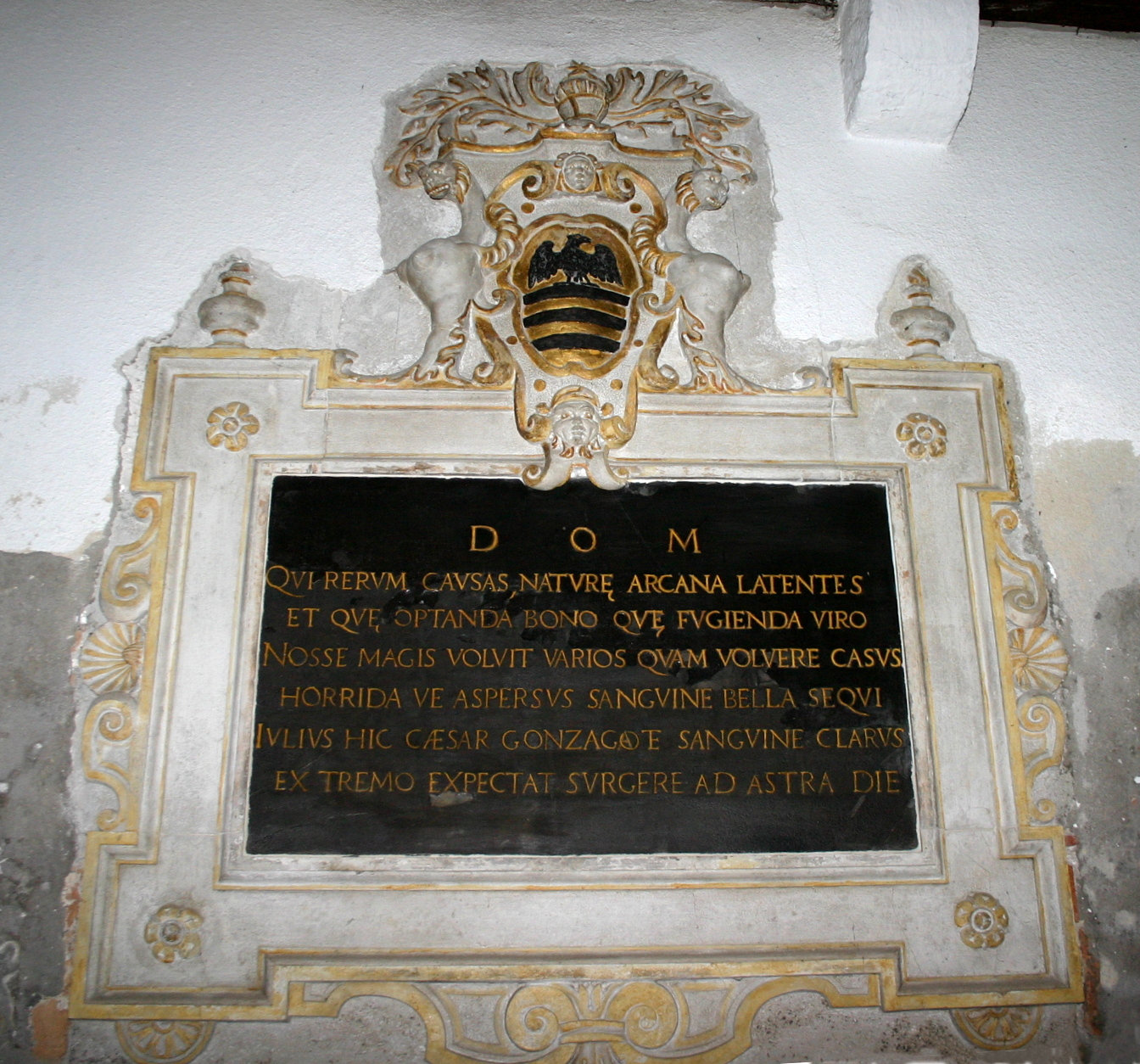
Lapide nel chiostro a Giulio Cesare Gonzaga
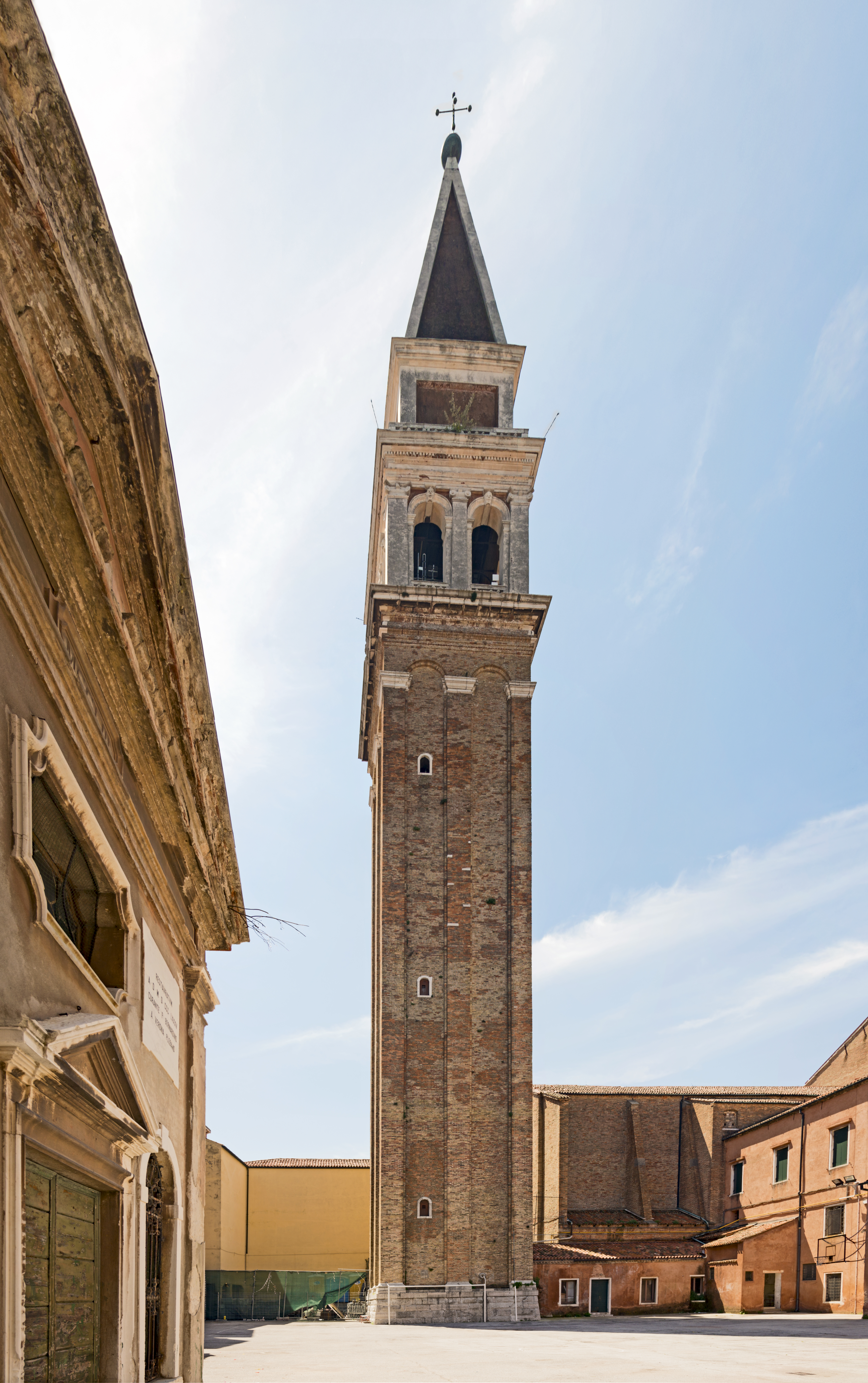
Il campanile

## Descrizione

### Facciata
Da Leon Battista Alberti in poi, gli architetti del Rinascimento si sono impegnati nel difficile tentativo di adattare la fronte di un edificio ad aula unica, quale è il tempio antico, alla planimetria a più navate delle chiese cristiane. Con la facciata della chiesa di San Francesco della Vigna, Palladio offre la sua prima risposta concreta al tema, dopo lo sfortunato impegno - sostanzialmente solo progettuale - di San Pietro di Castello. Proiettate su un unico piano la navata maggiore, coperta da un grande timpano, e le due laterali coperte da due semitimpani, il problema compositivo era costituito dal collegamento organico dei due sistemi e dal rapporto modulare dei due ordini, il maggiore chiamato a reggere il timpano principale e il minore i due semitimpani. La soluzione realizzata da Palladio è brillante, anche se lo costringe a impostare entrambi gli ordini su uno stesso alto basamento: una difficoltà che sarà agevolmente superata nella facciata della basilica del Redentore, anteponendo una grande scalinata alla sezione centrale della facciata.
Le enormi statue bronzee presenti nelle nicchie della facciata raffiguranti Mosè (a sinistra) e San Paolo (a destra) furono invece eseguite da Tiziano Aspetti per volontà testamentaria dello stesso Grimani.

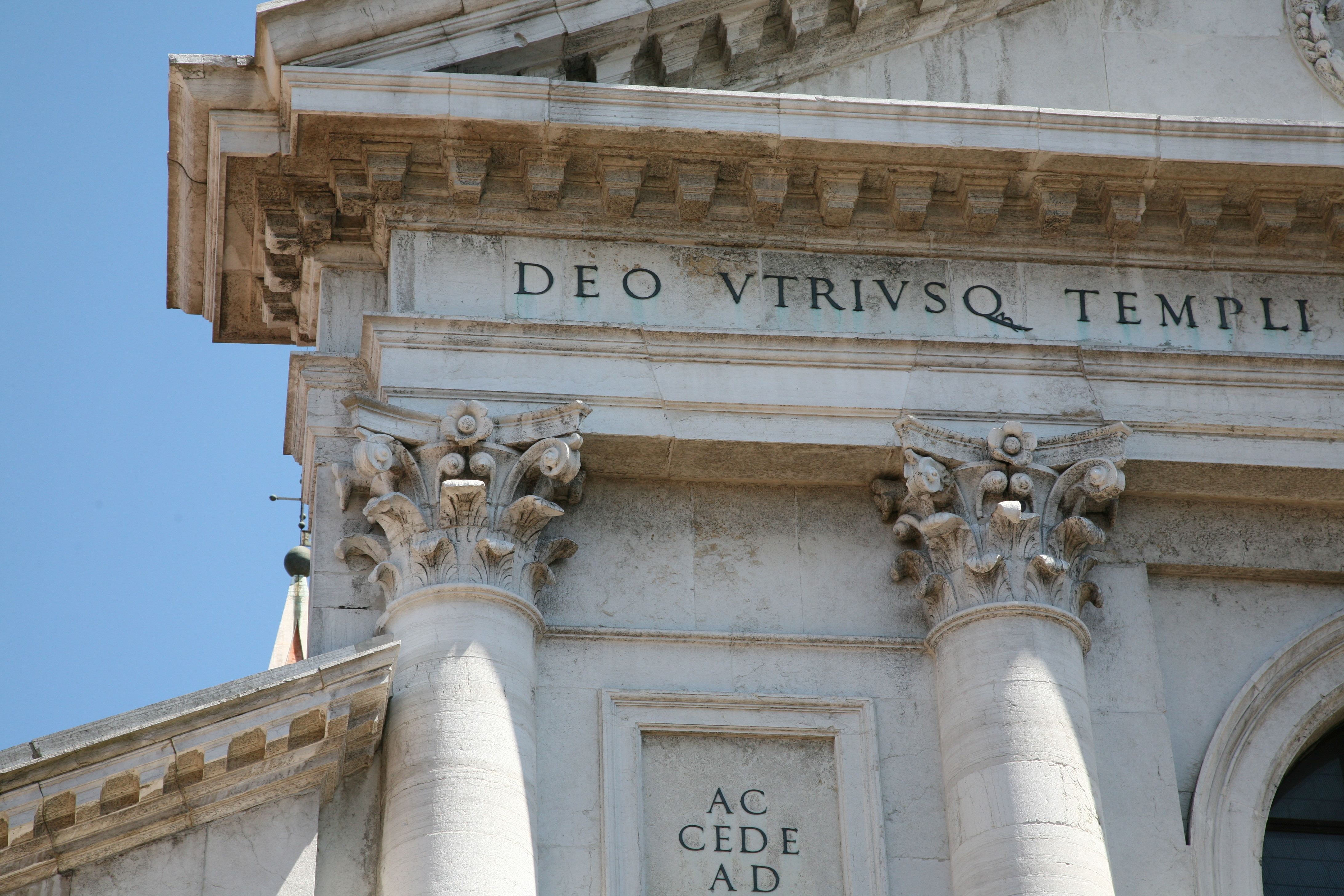
Dettaglio della facciata
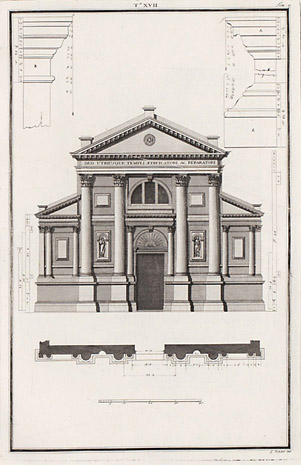
Disegno della facciata (Ottavio Bertotti Scamozzi, 1783)
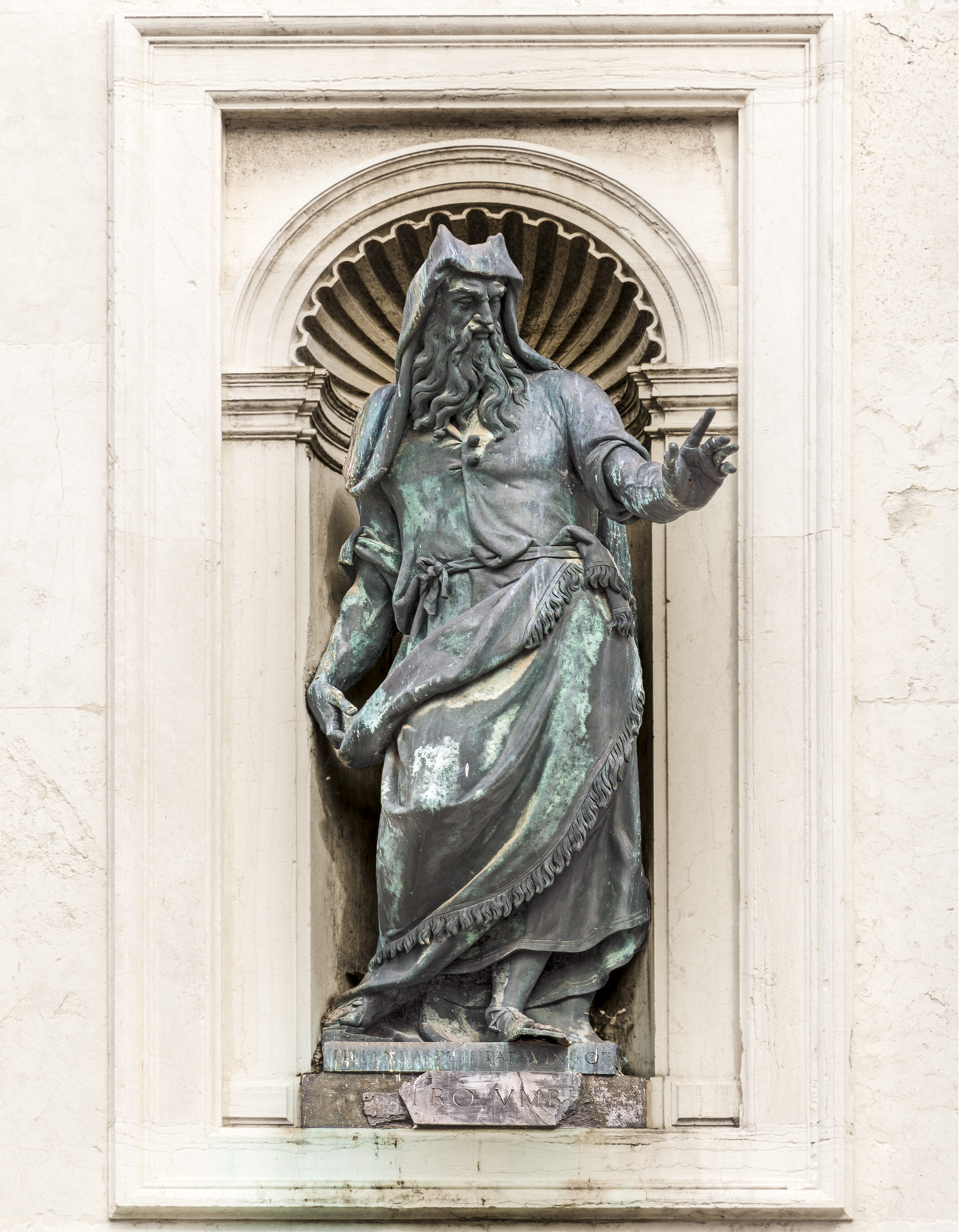
Mosè di Tiziano Aspetti
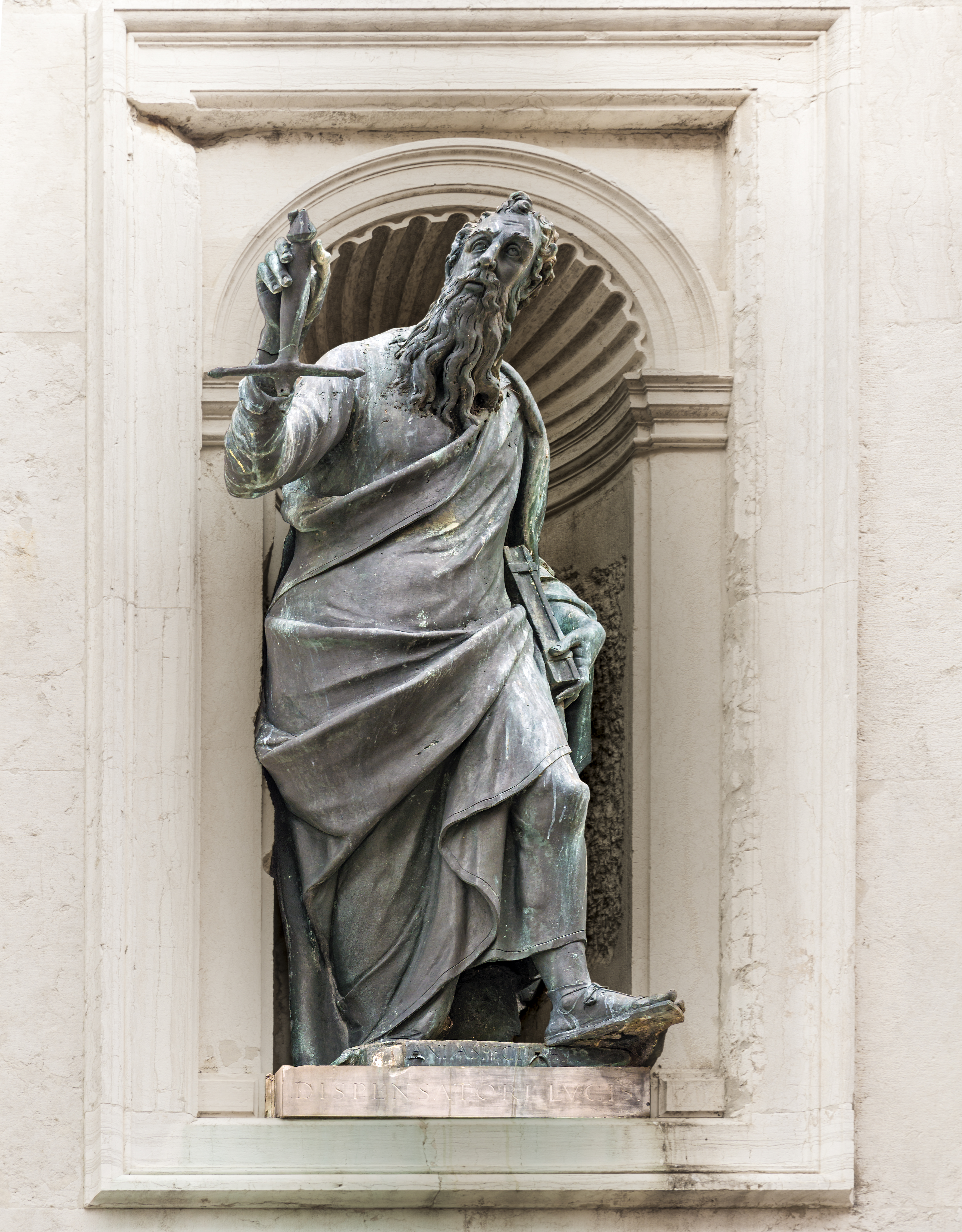
San Paolo di Tiziano Aspetti

### Interno

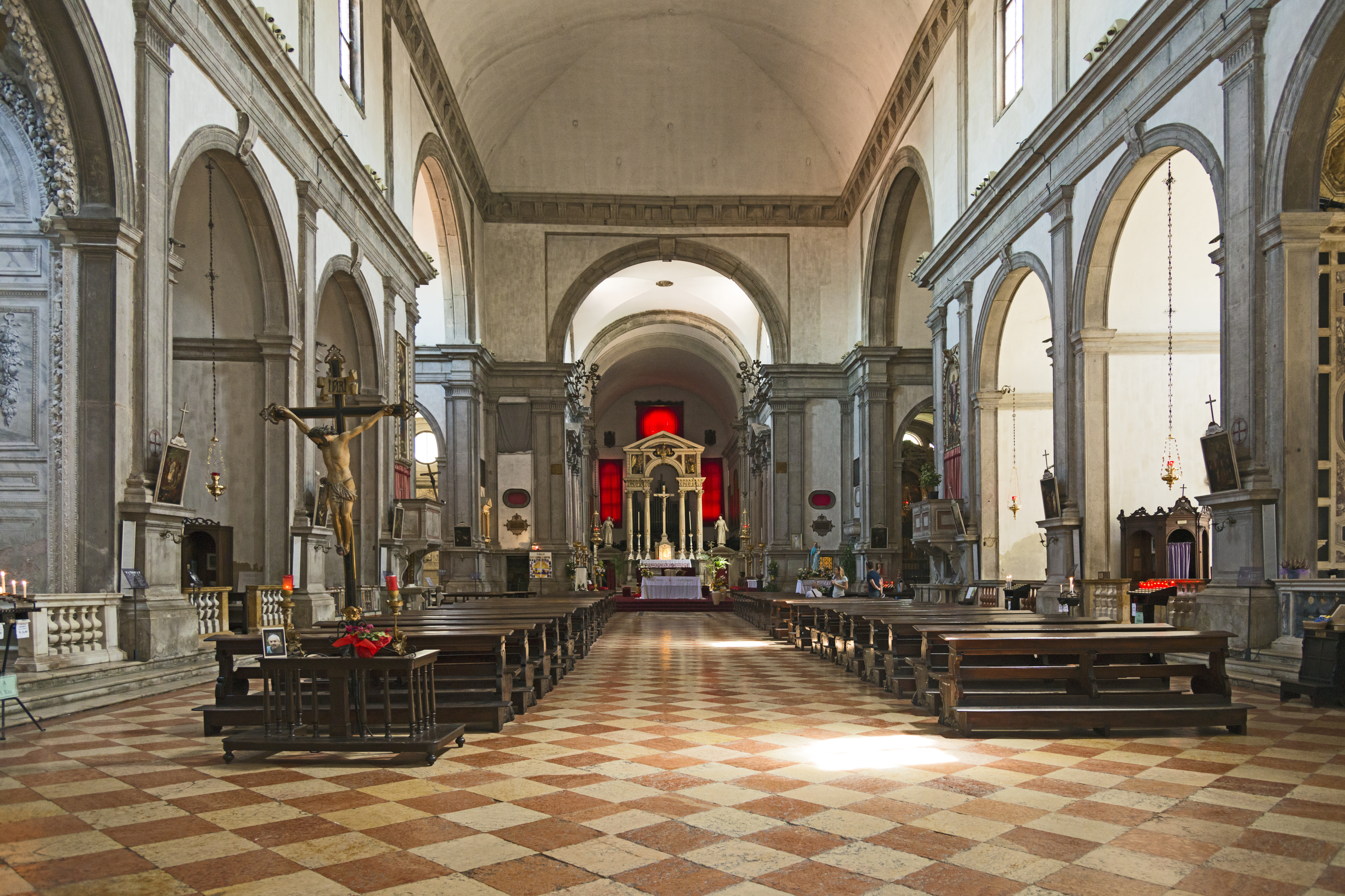
L'interno della chiesa

La chiesa, con pianta a croce latina, presenta un'ampia navata centrale fiancheggiata da cinque cappelle per ogni lato che fungono secondo la nuova concezione classica da navate laterali; lo spazio delle navate, in principio scandito solo da pilastri isolati con funzione di sostegno per le arcate, è suddiviso da setti murari che terminano nel muro d'ambito creando così degli spazi singolarmente conclusi. La superficie calpestabile delle singole cappelle, chiuse frontalmente da una balaustra marmorea, è sopraelevata rispetto a quella della navata principale per mezzo di tre gradini che si prolungano anche lungo il transetto (formando così una figura a "T"). Esse divennero cappelle funerarie delle famiglie che avevano costituito un fondo per la sua costruzione.

#### Controfacciata
Sulla controfacciata sono presenti a destra Madonna con Bambino, rilievo bizantino policromo del XII secolo, mentre a sinistra I Santi Girolamo, Bernardino da Siena e Ludovico di Tolosa, trittico di Antonio Vivarini, restaurato nel 1982.

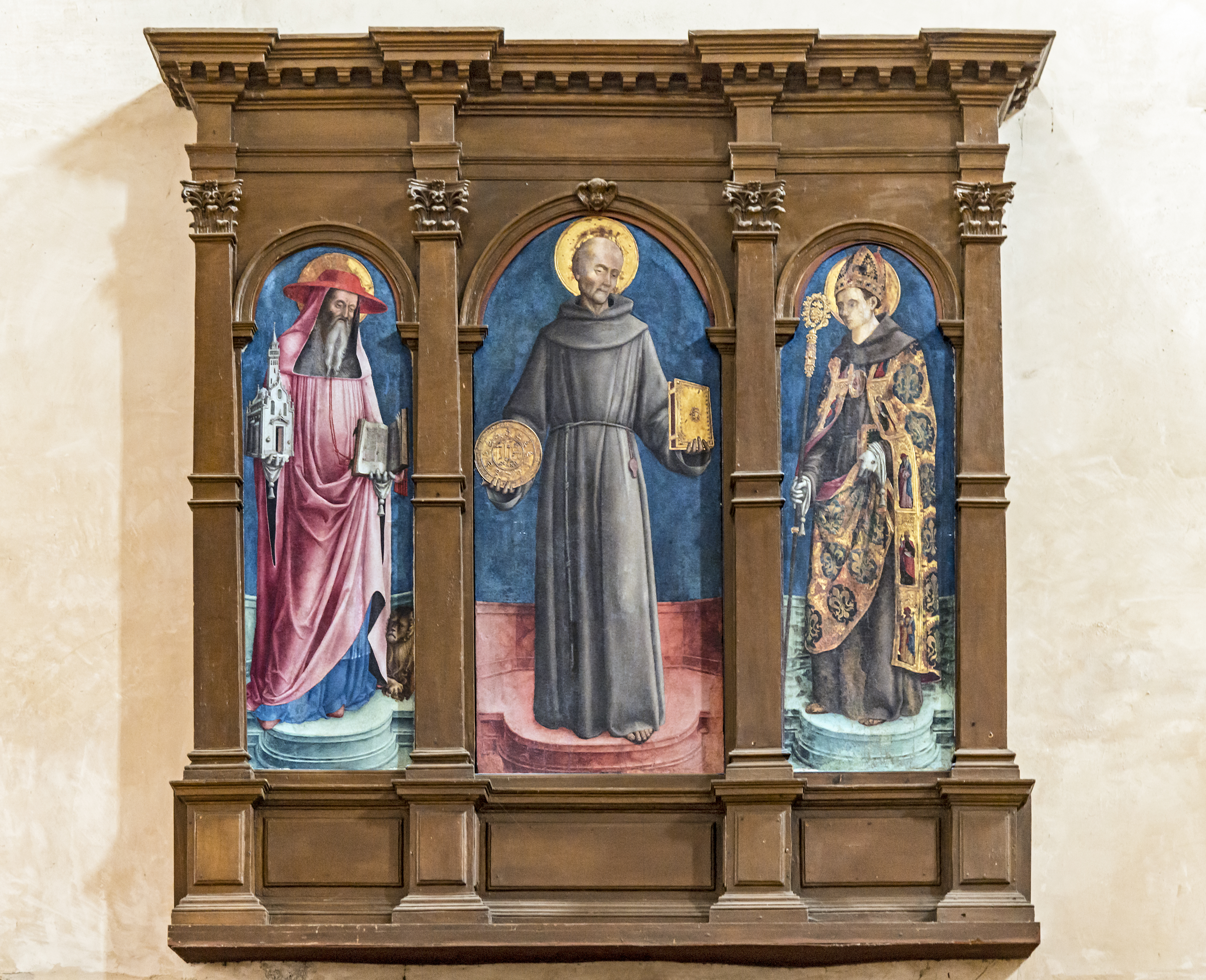
Trittico di Antonio Vivarini
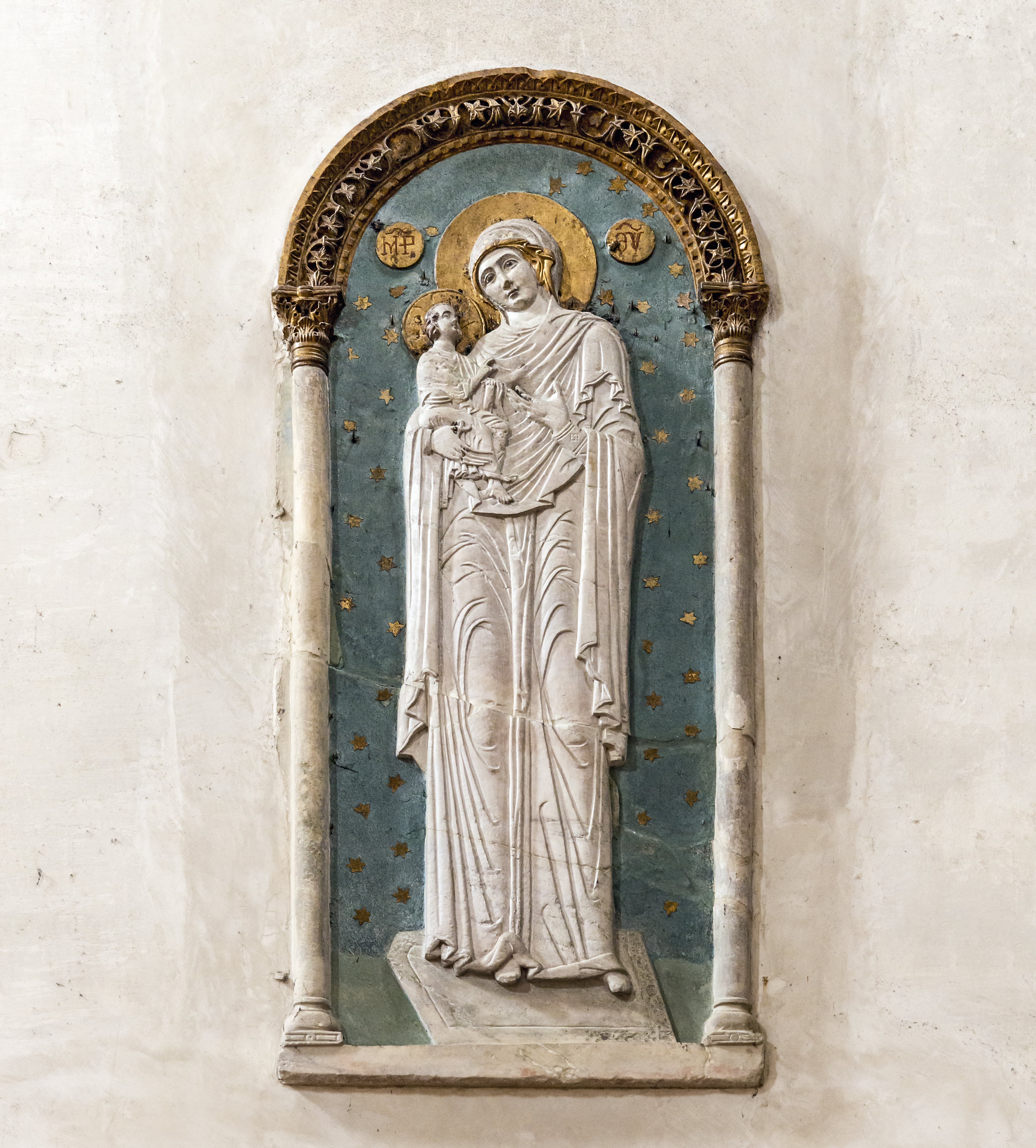
Madonna con Bambino, rilievo bizantino

Sulle acquasantiere sono presenti le statuette bronzee di San Giovanni Battista e di San Francesco, firmate da Alessandro Vittoria.
La chiesa nel fondo termina con un profondo presbiterio a pianta perfettamente rettangolare suddiviso in due parti da un altare dietro al quale vi era il coro dei frati. Particolarità di questa parte della chiesa è che tra il muro perimetrale e quello interno che definisce la larghezza del presbiterio sono presenti due corridoi laterali che terminano in due cappelle minori (quella di San Bonaventura e quella di San Diego).
Nelle due pareti di fondo della testata del transetto si aprono gli ingressi laterali: a sinistra quello del convento, a destra quello pubblico, denominato porta di terra Santa, che immette nel campo adiacente ricavato eliminando lo spazio dedicato all'orto.

#### Cappelle laterali
Furono ornate a spese della nobiltà veneziana le cappelle laterali, che ospitano illustri sepolture: a destra vi sono la Bragadin, la Badoer-Surian, la Contarini, la Malipiero-Badoer, la Barbaro e la Morosini (o delle Sbarre) mentre a sinistra la Grimani, la Montefeltro, la Basso-Sagredo, la Dandolo, la Giustinian "della Salute" e infine la Priuli

#### La Cappella Sagredo
a sinistra dell'ingresso con la statua del Beato Gherardo Sagredo di Andrea Cominelli ed altre sculture di Antonio Gai.

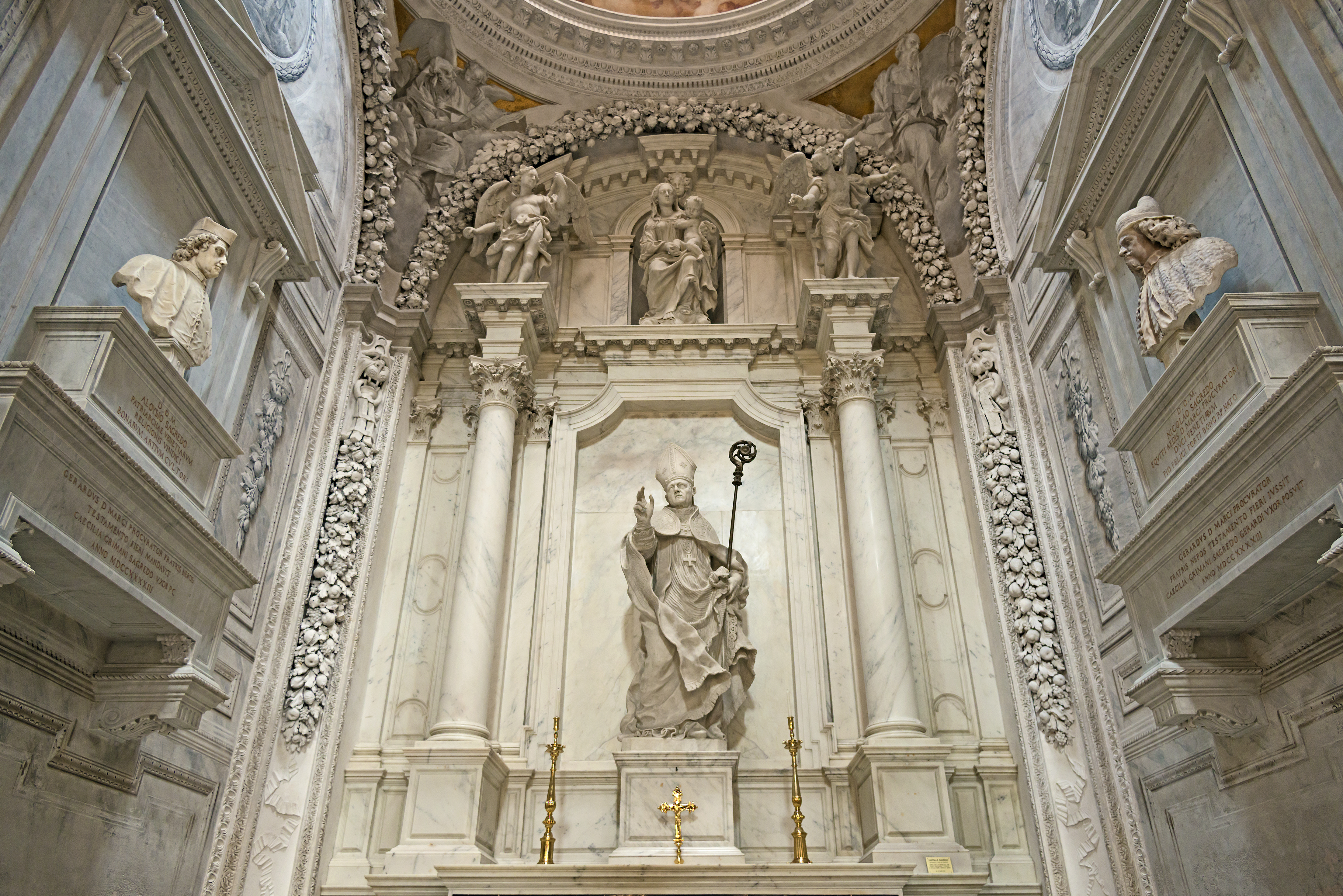
Cappella Sagredo
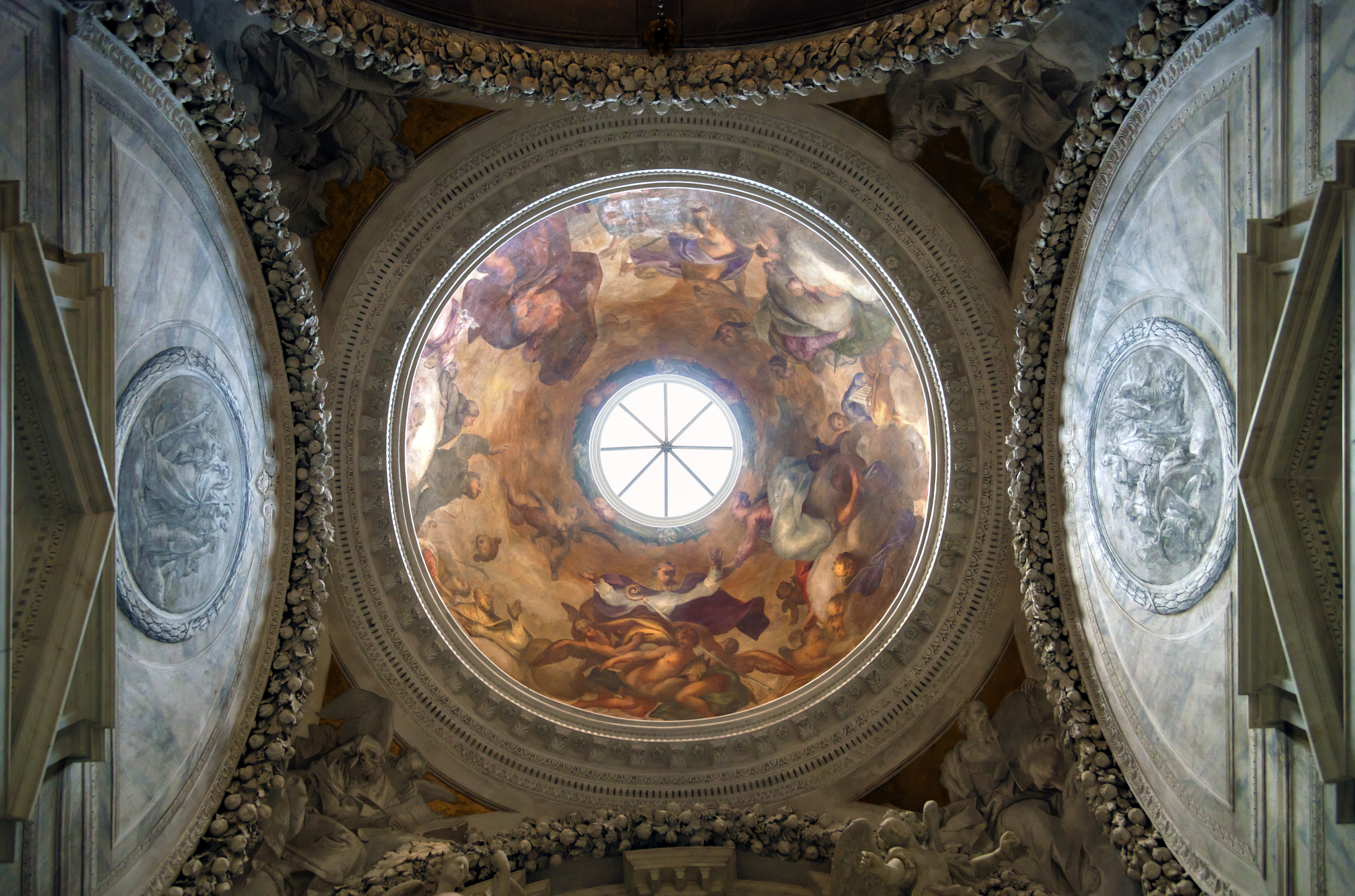
Cupola affrescata da Girolamo Pellegrini
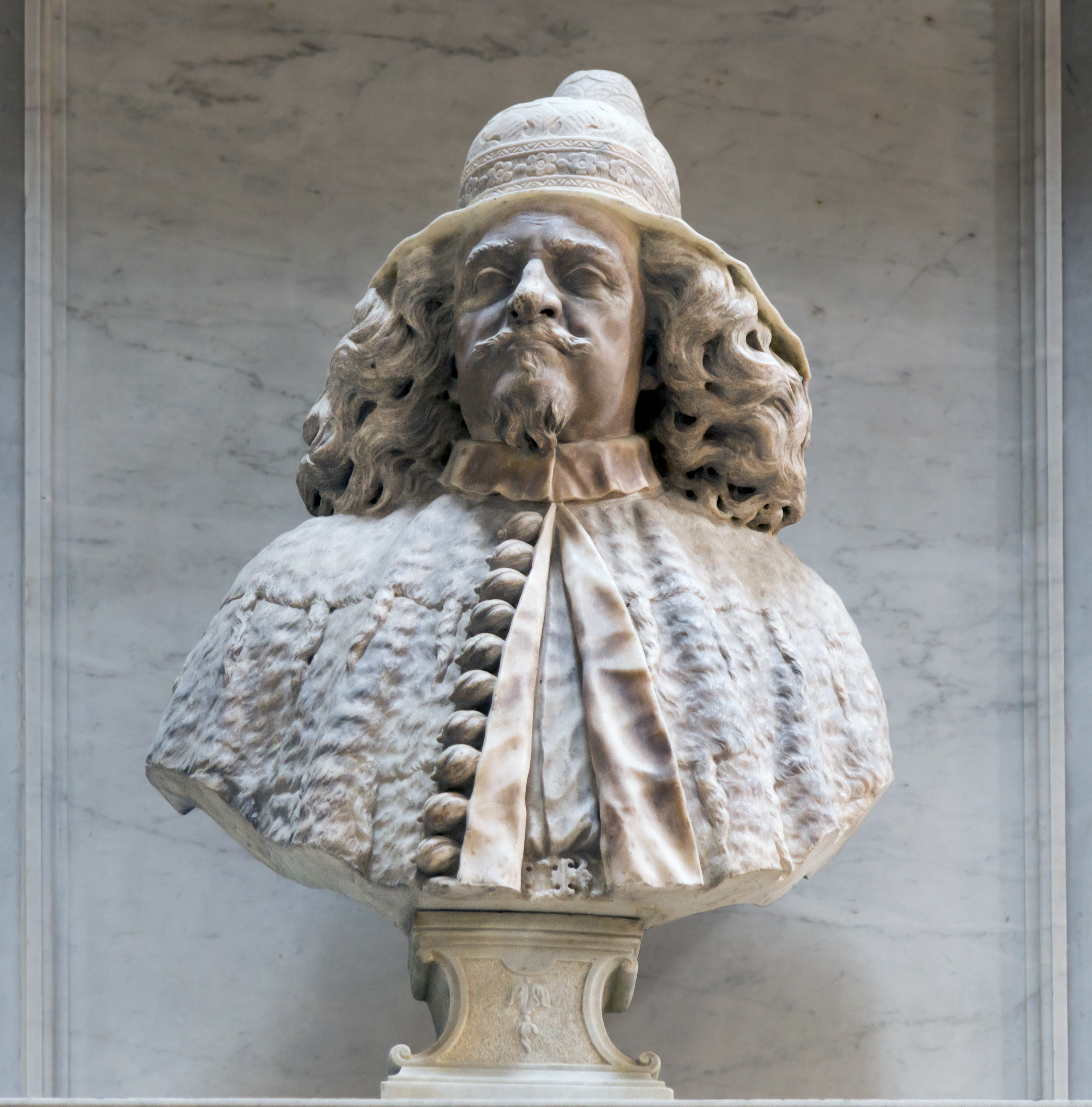
Busto di Nicolò Sagredo
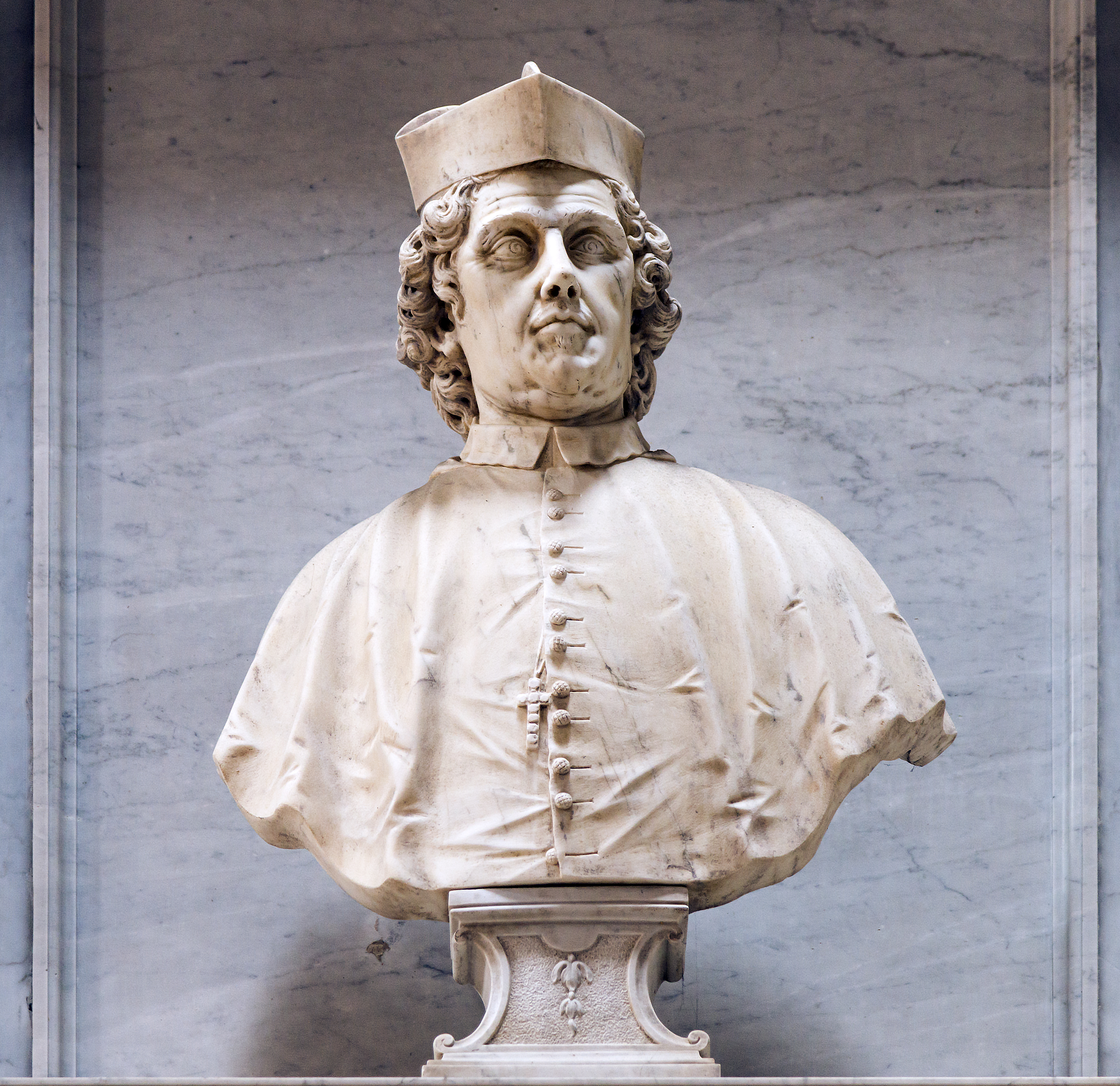
Busto di Alvise Sagredo
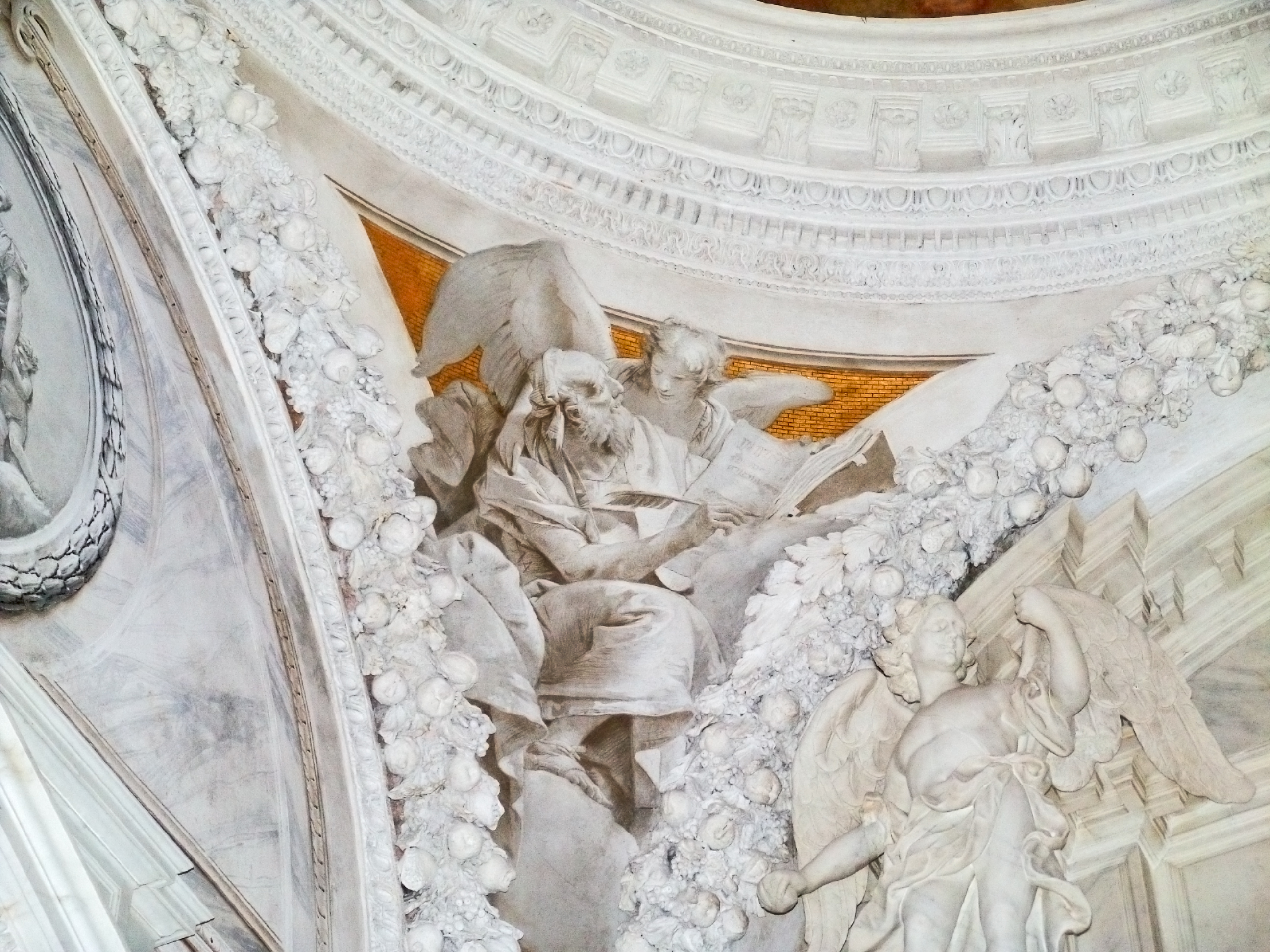
Pennacchio affrescato da Giambattista Tiepolo
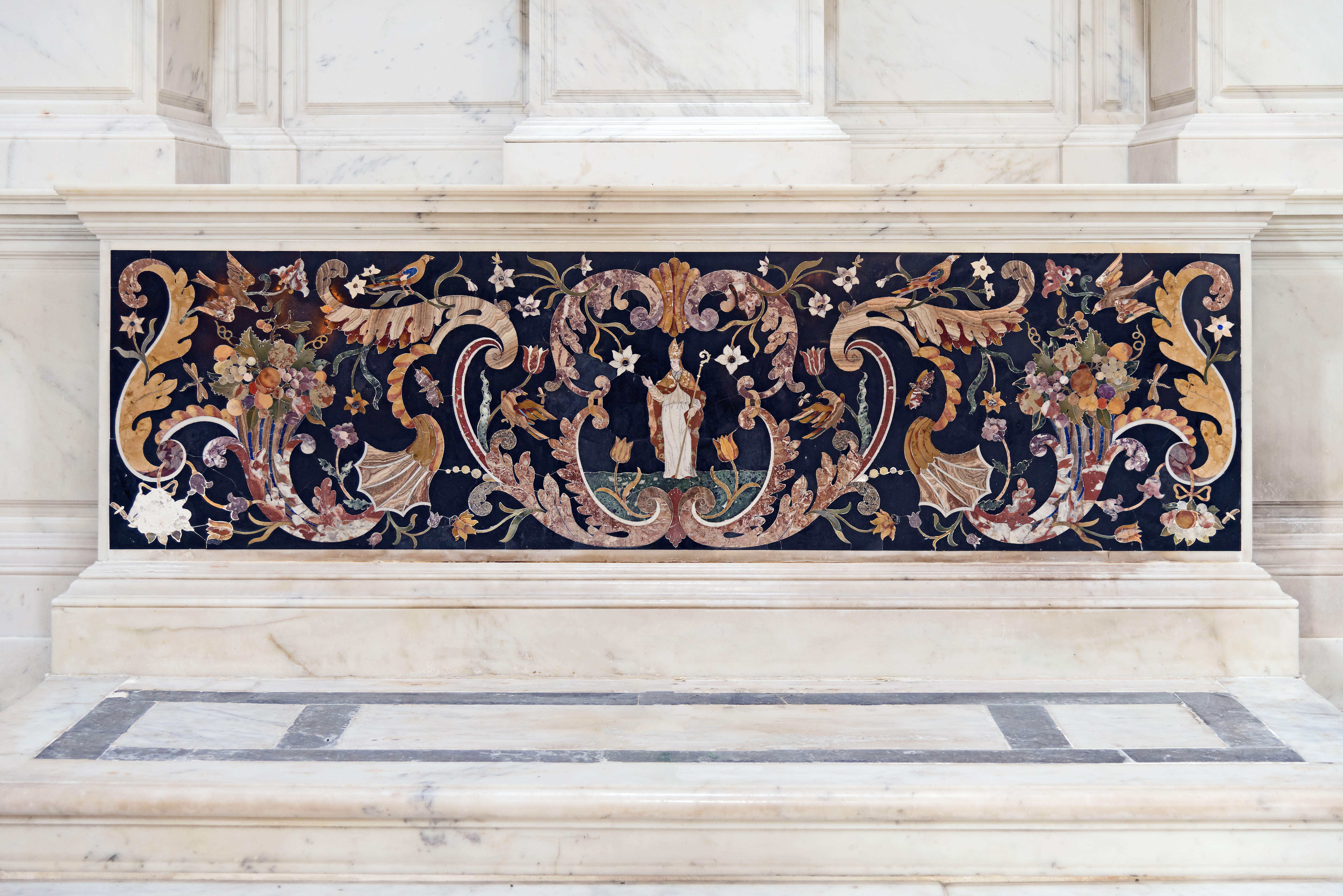
Paliotto intarsiato in marmi policromi, nello stile dei fratelli Corbarelli

All'interno della chiesa è possibile ammirare la pala d'altare dei Dolfin e la Sacra conversazione di Giovanni Bellini.
Su lato sinistro la sesta cappella, detta anche cappella Priuli, è dedicata a San Pasquale Baylon rappresentato in una statua lignea del 1691 dello scultore gardenese Marchiò Molziner.
Sul lato destro la quarta cappella, detta Malipiero Badoer, è dedicata alla Resurrezione e l'altare ospita la pala Resurrezione di Cristo di Paolo Veronese (1560).

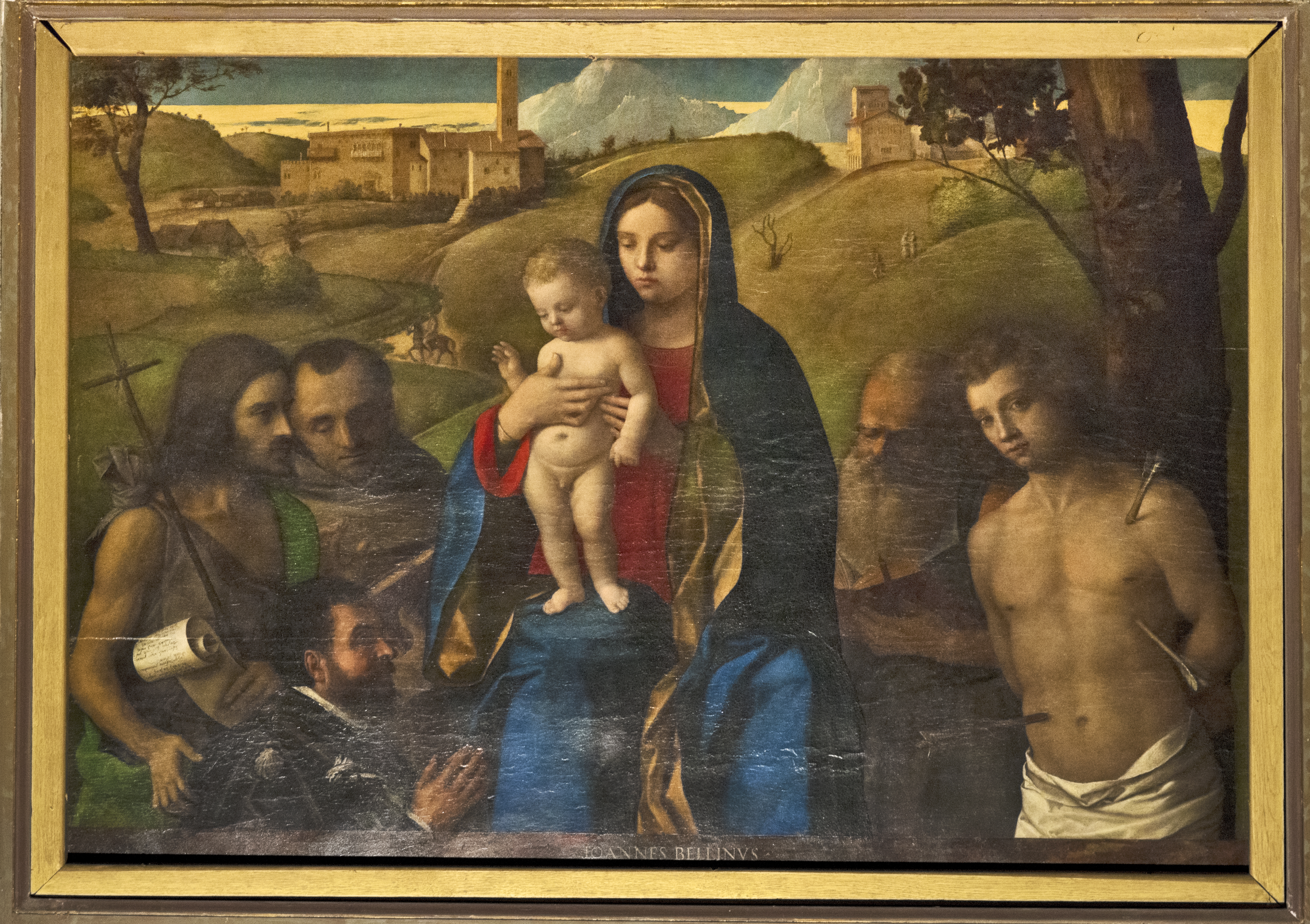
Madonna col Bambino, quattro santi e un donatore di Giovanni Bellini
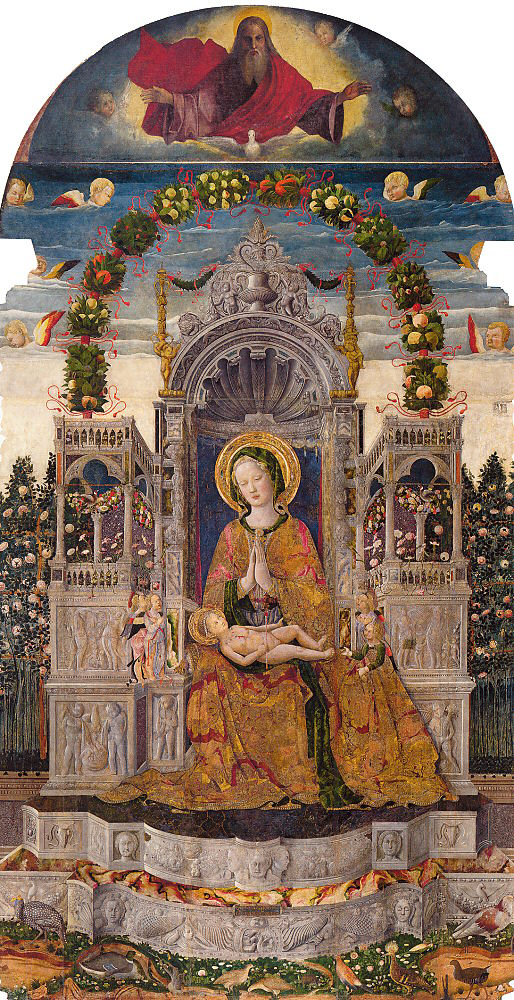
Madonna col Bambino in trono di Antonio da Negroponte

### Monumenti funerari e ossari
- Triadano Gritti († 1474)

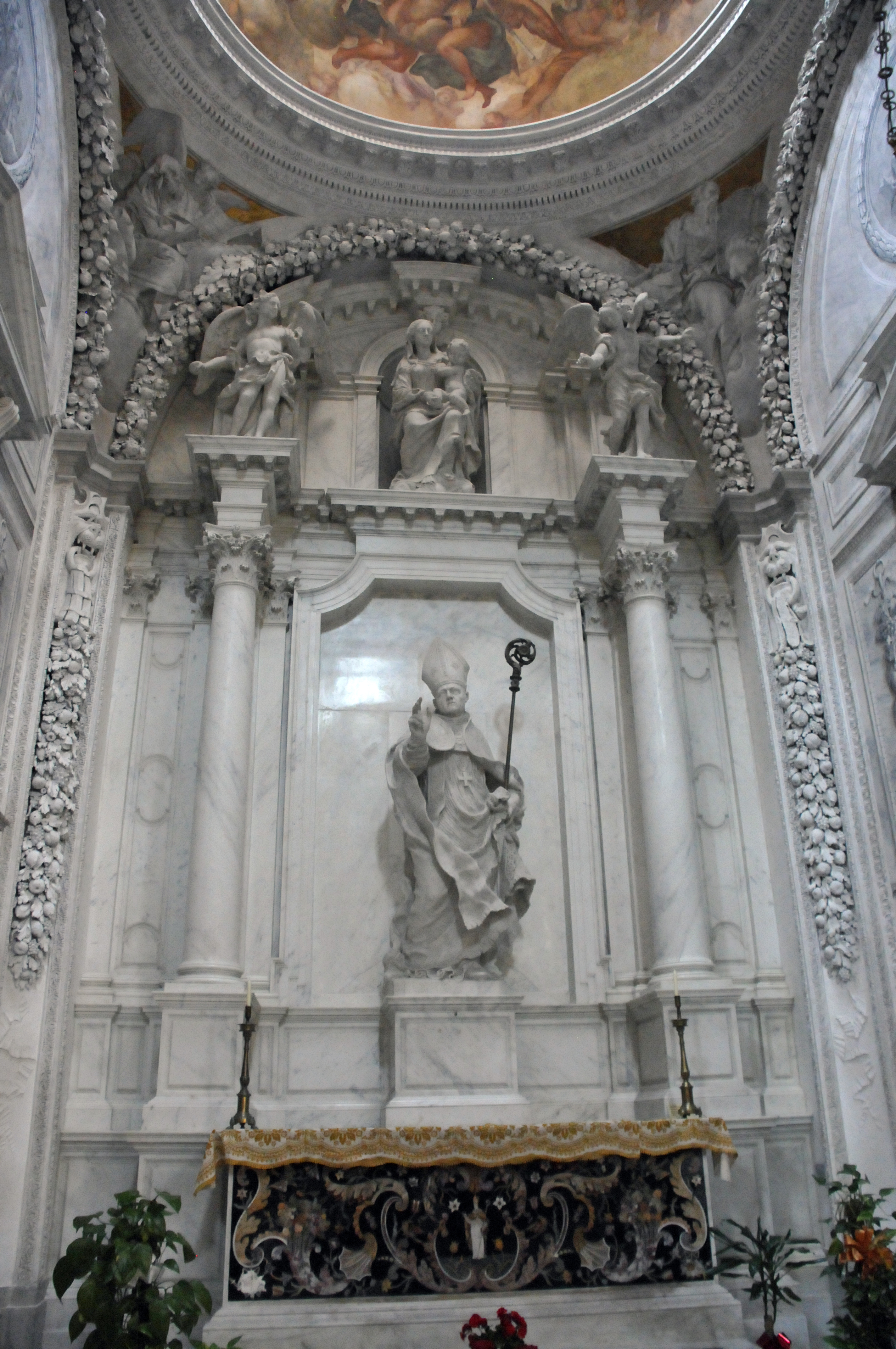
Cappella Sagredo

- Andrea Bragadin († 1487) (governatore di Famagosta)
- Andrea Gritti († 1538) (77º doge)
- Girolamo Bragadin († 1545) (nobile)
- Matteo da Bascio († 1552) (fondatore dell'Ordine dei Frati Minori Cappuccini)
- Marcantonio Trevisan († 1554) (80º doge)
- Cristoforo Surian († 1563)
- Giovanni Grimani († 1593) (cardinale e patriarca)
- Alvise Gritti Mocenigo († 1610)
- Leonardo Foscarini († 1616)
- Francesco Contarini († 1624) (95º doge)
- Nicolò Sagredo († 1676) (105º doge)
- Alvise Contarini († 1684) (106º doge)
- Luigi Sagredo († 1688) (patriarca)
- Bartolomeo Gradenigo († 1778)
- Domenico Trevisan (politico)
- Ermolao Barbaro[non chiaro]
- Giosafat Barbaro
- Giulio Cesare Gonzaga († 1600). Incerta l'identità di questo membro della famiglia Gonzaga, sepolto nel chiostro della chiesa.[9]

## Le misure cabalistiche della Chiesa di San Francesco della Vigna
Francesco Zorzi fu un francescano incaricato dei lavori per l'edificazione della chiesa. Egli era un esperto di cabala e si fondò sul numero 3, in quanto voleva che le proporzioni dell'edificio comprendessero, oltre che il simbolo della Trinità, anche le consonanze musicali pitagoriche, affinché la chiesa "riflettesse per intero l'armonia universale", secondo i princìpi dell'ermetismo. La chiesa doveva avere una lunghezza pari a 3 volte la larghezza: 27 (3x9) piedi di lunghezza per 9 (3x3) piedi di larghezza; le cappelle laterali dovevano essere larghe 3 piedi (piede veneziano, cm. 35,09) e la cappella dietro l'altare doveva misurare 6 piedi di larghezza per 9 di lunghezza. Il numero 3 ricorda le note fondamentali della tradizione musicale pitagorica (Do, Sol, Mi) che nella cabala musicale esprimevano lo Spirito Santo (Do - Corpo - lunghezza della navata), il Figlio (Mi - l'Anima - la larghezza delle cappelle laterali) ed infine il Padre (Sol - lo Spirito - l'altezza della cappella dietro il coro). Per Zorzi, inoltre, i rapporti delle dimensioni della chiesa dovevano corrispondere agli intervalli musicali: i rapporti dimensionali della chiesa 4/3 corrispondono per esempio alla Quarta, i rapporti 3/6 all'Ottava e i rapporti 6/9 alla Quinta.